# 中華民國駐阿曼代表列表
本列表為中華民國駐歷任代表名錄。兩國無正式外交關係。

## 代表機構
1977年1月11日，中華民國於首都马斯喀特設立具大使館功能的駐阿曼王國商務代表團，3月31日正式成立。
1979年4月27日，商務代表團關閉。9月6日，改設立遠東貿易中心駐阿曼代表處（Representativeˊs Office, Far East Trade Service Muscat, Sultanate of Oman）。
1991年7月1日，更名為駐阿曼王國臺北經濟文化辦事處（Taipei Economic and Cultural Office, Muscat, Oman）。10月1日，阿曼於中華民國首都臺北設立類似功能的阿曼王國駐華商務辦事處（Commercial Office of the Sultanate of Oman-Taiwan）。

## 歷任代表（1977年至今）
| 姓名   | 任命          | 到任           | 免職          | 離任          | 外交銜級 對外名義 | 外交職務 本職職務   | 備註              | 備註 |
| ------ | ------------- | -------------- | ------------- | ------------- | ----------------- | ------------------- | ----------------- | ---- |
| 楊秀靖 | 1977年1月11日 | 1977年3月31日  | 1979年4月30日 | 1979年9月15日 | 主任              | 主任                |                   |      |
| 潘明志 | 1979年7月10日 | 1979年9月2日   | 1988年1月12日 | 1988年2月22日 | 主任              | 主任                |                   |      |
| 李志強 | 1988年1月12日 | 1988年2月9日   | 1992年4月15日 | 1992年5月31日 | 代表              | 代表                |                   |      |
| 王福潤 | 1992年4月15日 | 1992年7月24日  |               | 1998年        | 代表              | 代表                |                   |      |
| 曾連豐 |               | 1999年3月1日   |               | 2001年1月16日 | 代表              | 代表                |                   |      |
| 徐雲鳳 |               | 2001年1月16日  | 2005年3月4日  |               | 代表              | 副代表              | 升任代表          |      |
| 徐雲鳳 | 2005年3月4日  |                | 2007年4月2日  | 2007年7月1日  | 代表              | 代表                |                   |      |
| 李自正 | 2007年4月2日  | 2007年7月1日   | 2013年8月27日 | 2013年12月3日 | 代表              | 副代表 特命全權公使 | [ 註 2 ]          |      |
| 廖港民 | 2013年8月27日 | 2013年12月3日  |               | 2017年9月     | 代表              | 特命全權大使        |                   |      |
| 陳柏秀 |               | 2017年9月4日   |               | 2021年9月     | 代表              | 特命全權大使        |                   |      |
| 陳剛毅 |               | 2021年9月8日   |               | 2022年10月    | 代表              | 特命全權大使        |                   |      |
| 吳清泉 |               | 2022年10月19日 |               | 2025年6月     | 代表              | 特命全權公使        |                   |      |
| 牟華瑋 | 2025年4月29日 | 2025年6月30日  |               | 現任          | 代表              | 特命全權大使        | 2025年5月12日宣誓 |      |

## 外部連結
- 駐阿曼王國臺北經濟文化辦事處（Facebook、Twitter）